# Gurbani
Gurbani (Panyabí: ਗੁਰਬਾਣੀ) es un término sij, muy comúnmente utilizado por los sijes para referirse a varias composiciones de los gurúes sijes y otros escritores de Gurú Granth Sahib. En general, los himnos en el texto central de los sijes, el Gurú Granth Sahib, se llaman Gurbani. Entre los sijes de Amritdhari, algunos textos de Dasam Granth que se leen como Nitnem, como Tav-Prasad Savaiye y Chaupai, también se consideran Gurbani. En Adi Granth, Gurbani es un sonido que proviene directamente del Supremo y el texto es una forma escrita del mismo en el lenguaje y las escrituras del mundo. También se le llama Guru´s Bani. Los Gurbani son explicaciones de las cualidades del Señor y Alma Primordial que un sij debe comprender y con las que puede alcanzar el estado supremo.
Los escritos históricos sij, los escritos no auténticos o las composiciones apócrifas escritas con los nombres de los gurús sij y otros escritos de los sijs no se consideran Gurbani y se denominan Kachi Bani.

## Etimología
Gurbani se compone de dos palabras: 'Gur' y 'Bani'. Gur tiene múltiples significados según el contexto. En Guru Granth Sahib, Gur se usa para múltiples significados, según el contexto del himno. El uso común de Gur es para la sabiduría y la mente consciente interna (denominada Chitta o Antar Atma).
Por lo tanto, Gurbani significa el discurso de la sabiduría o el discurso de la mente consciente.
Gurbani se recibe directamente desde el interior después de alcanzar un estado Supremo, mientras que el Granth o la forma textual es el lenguaje mundano del mismo. Gurbani también se conoce como Dhur Ki Bani (el discurso de la Casa Suprema). En Adi Granth, se considera una fuente de conocimiento espiritual que ilumina la mente y brinda dicha interna. Quien comprende Gurbani también se describe como Amritdhari. Gurbani es una fuente de verdad con la que se erradican la suciedad y los pecados internos y quien encuentra dulce a Gurbani se encuentra en un estado supremo.
Los extractos de Guru Granth Sahib se llaman Gutkas (libros pequeños) que contienen secciones de Gurbani. Estos Gutkas pueden variar desde unas pocas páginas hasta cientos de páginas y los sijes los utilizan para leer estos Banis a diario.

## Composiciones de nitnem
Los himnos del Japji Sahib, Jaap Sahib, Tav-Prasad Savaiye, Chaupai Sahib y Anand Sahib deben leerse diariamente antes del amanecer, según el Sikh Rehat Maryada. Estos son recitados por Sikhs iniciados en Amritvela (antes de las 6 AM). Rehras se lee por la noche al atardecer o después de un día de trabajo y finalmente se lee Kirtan Sohila antes de irse a la cama. Hacer Nitnem también se conoce comúnmente como hacer paath.
Japji Sahib, Anand Sahib y Kirtan Sohila son parte de Guru Granth Sahib. Jaap Sahib, Tav-Prasad Savaiye y Chaupai Sahib fueron recopilados por Gurú Gobind Singh y encontrados en Dasam Granth. Rehras es una mezcla de himnos de Guru Granth Sahib y Dasam Granth. Un sij puede agregar más Gurbani a su Nitnem y, si se hace con frecuencia, Gurbani se convierte en parte de su Nitnem.

## Otras composiciones de Gurbani Común
- Panj Granthi